# Sorbus parvifolia
Sorbus parvifolia är en rosväxtart som först beskrevs av Blatter, och fick sitt nu gällande namn av Balakr.. Sorbus parvifolia ingår i släktet oxlar, och familjen rosväxter. Inga underarter finns listade i Catalogue of Life.